# 1850 год в истории железнодорожного транспорта
1850 год в истории железнодорожного транспорта

## События
- В России на Александровском заводе в Петербурге начался выпуск пассажирских вагонов.[1]
- 9 июня открыто движение на участке Тверь — Вышний Волочёк Николаевской железной дороги[2].